# Birds Don't Cry
Birds Don't Cry (en hangul, 울지 않는 새; romanización revisada, Ulji anhneun sae),  también conocida como A Bird that Doesn't Sing y en español como No llores ave, es una serie de televisión surcoreana emitida por TVN desde el 4 de mayo hasta el 22 de octubre de 2015, protagonizada por Oh Hyun Kyung y Hong Ah Reum.

## Reparto

### Personajes principales
- Oh Hyun Kyung como Chun Mi Ja.
- Hong Ah Reum como Oh Ha Nui.
- Kang Ji Sub como Park Sung Soo.
- Kim Yoo Suk como Oh Nam Kyu.
- An Jae Min como Lee Tae Hyun.
- Baek Seung Hee como Oh Yoo Mi.

### Personejs secundarios
Cercanos a Min Ja
- Baek Seung Hoon como Chun Soo Chang.
- Jang Do Yoon como Oh Min Ki.
- Han Seo Jin como Oh Min Ji.
- Kang Kyeong Heon como Jo Dal Yun.

Cercanos a Ha Nui
- Lee Kyung Sim como Hong Soo Yun.
- Park Hye Jin como Han Yeo Sa.
- Han Ga Rim como Seo Bong Sook.

Cercanos a Sung Soo
- Choi Sang Hoon como Park Do Joon.
- Jang Hee Soo como Jo Hye Won.
- Joo Min Ha como Park Sung Hee.
- Kim Kye Sun como Park Sung Hee.

Cercanos a Tae Hyun
- Choi Soo Rin como Min Ha Kyung.
- Cha Seung Yun como Min Hae Kyung.

### Otros personajes
- Lee Jung Hoon.
- Lee Do Suk.
- Lee Jong Goo.
- Kim Deok Hyun.
- Heo Jung Kyu.

## Emisión internacional
- Japón: KNTV (2015).[3]
- Singapur: VV Drama (2016-2017).
- Taiwán: EBC (2016).